# أشعة كونية فائقة الطاقة

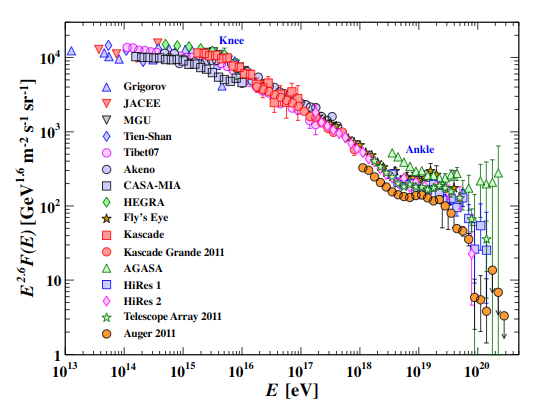

في فيزياء الجسيمات الفلكية، الشعاع الكوني فائق الطاقة هو شعاع كوني ذو طاقة أعلى من 1 إلكترون فولت (1018 إلكترون فولت تساوي تقريبًا 0.16 جول). أبعد بكثير عن كتلة الراحة والطاقات النموذجية لجسيمات الأشعة الكونية الأخرى.
الشعاع الكوني شديد الطاقة هو شعاع كوني فائق الطاقة تتجاوز طاقته 5×1019 إلكترون فولت (نحو 8 جول)، والذي يسمى حد غرايسين- زاتسبين-كوزمين (حد جي زِد كي) . يشكل هذا الحد الطاقة القصوى لبروتونات شعاع كوني قطع مسافات طويلة (نحو 160 مليون سنة ضوئية) لأن البروتونات ذات الطاقة الأعلى فقدت الطاقة خلال رحلتها بسبب التبعثر الناتج عن الفوتونات في الخلفية المكروية الكونية (سي إم بي). يدل هذا على أن الشعاع الكوني شديد الطاقة لا يمكن أن يكون قادمًا من الكون المبكر، بل هو فتيٌّ كونيًا (بالنسبة للكون)، وهو قادم من عنقود مجرات العذراء العظيم بسبب بعض العمليات الفيزيائية غير المعروفة. إن لم يكن الشعاع الكوني شديد الطاقة بروتونًا، بل نواة تحتوي عددًا (أ) من الأنوية أو النوكليونات؛ عندئذ يُطبق حد «جي زِد كي» على نوكليوناته، والتي تحمل طاقة تساوي واحدًا مقسومًا على (أ) من الطاقة الكلية لنواته. بالنسبة لنواة الحديد، سيكون الحد المقابل مساويًا 2.8×1021 إلكترون فولت. تقود العمليات الفيزيائية النووية إلى حدود نواة الحديد بشكل مشابه للفوتونات. تملك نوى أخرى كثيرة حدودًا أقل بكثير.
تُعد هذه الجسيمات نادرة كثيرًا. كشفت عمليات التشغيل الأولى لمرصد بيير أوجيه بين عامي 2004 و2007 عن 27 حدثًا بطاقات وصول تقدر بـ 5.7×1019 إلكترون فولت أي بمعدل حدث واحد كل أربعة أسابيع ضمن منطقة مرصودة مساحتها 3000 كيلومتر.
هناك دليل على احتمالية كون الأشعة الكونية ذات الطاقة الأعلى نواة حديدية، عوضًا عن البروتونات التي تشكل معظم الأشعة الكونية.
تُعرف المصادر الافتراضية للأشعة الكونية شديدة الطاقة بالزيفاترونات، والتي سُميّت بشكل مماثل لمسارع الجزيئات بيفاترون في مختبر لورنس بيركلي الوطني، ومسارع الجزيئات تيفاترون في مختبر فيرميلاب، وهي قادرة على تسريع الجسيمات حتى 1 زيتا إلكترون فولت (1 زيتا إلكترون فولت يساوي 1021 إلكترون فولت). في عام 2004، كان هنالك نقاش في إمكانية أن تقوم المقذوفات المجرية بدور الزيفاترونات، بسبب تسارع انتشار الجسيمات الذي تسببه الموجات الصادمة داخل المقذوفات. أشارت النماذج بشكل خاص إلى أن الأمواج الصادمة القادمة من المقذوفات المجرية لمجرة إم87 القريبة استطاعت تسريع نواة الحديد إلى نطاقات زيتا إلكترون فولت. في عام 2007، رصد مرصد بيير أوجيه ارتباطًا بين الأشعة الكونية شديدة الطاقة والثقوب السوداء خارج المجرة فائقة الكتلة في مراكز مجرات قريبة دُعيَ النواة المجرية النشطة. ولكن أصبحت قوة هذا الارتباط أضعف مع استمرار الأرصاد. يمكن تفسير الطاقات العالية جدًا بواسطة آلية الطرد المركزي للتسارع في الأغلفة المغناطيسية للأنوية المجرية النشطة، على الرغم من أن النتائج الأحدث تشير إلى أن أقل من 40% من هذه الأشعة الكونية قادمة من نواة مجرية نشطة، وهذا الارتباط أضعف بكثير مما أُعلن عنه سابقًا. قدّم بافلوف وَغريب (في عامي 2007 و 2008) اقتراحًا أكثر تضاربًا يتصور أن اضمحلال المادة المظلمة فائقة الوزن يحدث بواسطة آلية بنروز.

## تاريخ الرصد
كان الدكتور جون ديفيد لينسلي وليفيو سكارسي أوّل من رصد جسيمات شعاع كوني بطاقة تتجاوز 1×1020 إلكترون فولت (16 جول) ضمن تجربة فولكينو رانش في نيو مكسيكو عام 1962.
رُصدت جسيمات إشعاع كوني بطاقات أعلى حتى، ومن بينها جسيم أوه ماي غاد الذي رُصد خلال تجربة عين الذبابة في جامعة يوتا في مساء 15 أكتوبر من عام 1991 في دوغواي بروفينغ غراوند في يوتا. شكّلت هذه الأرصاد صدمة لعلماء الفيزياء الفلكية، والذين قدروا طاقة الشعاع تقريبًا بـ 3.2x1020 إلكترون فولت (50 جول)، بكلمات أخرى، نواة ذرية بسرعة حركية تساوي سرعة كرة بيسبول (وزنها خمسة أونصات أو 142 غرامًا) تسافر بسرعة 100 كيلومتر بالساعة (60 ميلًا في الساعة). تبلغ طاقة هذا الجسيم نحو 40 مليون ضعف من أعلى طاقة مُنتجة لبروتون في مسرع جزيئات على الأرض. لكن جزءًا صغيرًا فقط من هذه الطاقة متوفر للتفاعل مع البروتونات أو النيوترونات على الأرض، وتبقى غالبية الطاقة على شكل طاقة حركية لمنتجات هذا التفاعل. الطاقة الفعالة المتاحة لمثل هذا التصادم هي الجذر التربيعي لضعف الطاقة التي ينتجها الجسيم والطاقة الكلية للبروتون، والتي تُعطي فيها مثل هذه الجسيمات 7.5×1014 إلكترون فولت، تقريبًا 50 ضعف طاقة التصادم في مصادم الهدرونات الكبير.
منذ الأرصاد الأولى التي قام بها كاشف الأشعة الكونية «عين الذبابة» في جامعة يوتا، سُجّل على الأقل خمسة عشر حدثًا مشابهًا، ما يؤكد هذه الظاهرة. تعد جسيمات هذه الأشعة الكونية عالية الطاقة نادرة جدًا، لأن طاقة معظم جسيمات الأشعة الكونية تتراوح بين 10 ميغا فولت و10 غيغا فولت.

## مراصد الأشعة الكونية فائقة الطاقة
- إيه جي إيه إس إيه - مصفوفة وابل الأشعة الكونية العملاقة أكينو في اليابان
- هوائي النبضات العابر لأنتراكتيكا (إيه إن آي تي إيه) وهو يرصد النيوترونات الكونية فائقة الطاقة التي يُعتقد أن سببها جسيمات الأشعة الكونية فائقة الطاقة.
- المرصد الفضائي للكون البعيد
- جي آر إيه بّي إي إس-3، وهو مشروع لدراسة الأشعة الكونية مع مصفوفة كاشف وابل الأشعة الكونية وكاشفات ميون الكبيرة في أوتي في جنوب الهند.
- كاشف الأشعة الكونية عالي الدقة عين الذبابة
- مارياشي (الأجهزة المختلطة للكشف الراداري عن الأشعة الكونية عالية التأين في لونغ آيلند في الولايات المتحدة الأمريكية)
- مرصد بيير أوجيه
- مشروع المصفوفات التلسكوبية
- مصفوفة وابل الأشعة الكونية الواسعة ياكوتسك
- تجربة تونكا
- يطور مشروع كوزميسي في جامعة فلوريدا للميكانيك والزراعة تقنية لشبكة من الكواشف منخفضة التكلفة الموزعة لأجل رصد زخات الأشعة الكونية فائقة الطاقة بالتعاون مع مشروع مارياشي.

### مرصد بيير أوجيه
مرصد بيير أوجيه هو مرصد أشعة كونية عالمي مصمم للكشف عن جسيمات الأشعة الكونية فائقة الطاقة (جسيمات ذات طاقة تتجاوز 1020 إلكترون فولت). يقدر معدل وصول هذه الجسيمات عالية الطاقة بشعاع واحد لكل كيلومتر مربع في كل قرن، وبالتالي، لتسجيل عدد كبير من هذه الأحداث، أُنشئ مرصد بيير أوجيه ليغطي مساحة تبلغ 3000 كيلومتر مربع (بحجم رود آيلند في الولايات المتحدة الأمريكية) في محافظة مندوزا غرب الأرجنتين. توجد في مرصد بيير أوجيه -بالإضافة لحصوله على معلومات توجيهية من مجموعة خزانات مياه مستخدمة لرصد مكونات زخات الأشعة الكونية- أربعة تلسكوبات مجهزة لرصد فلورية جزيئات النتروجين في الليل عندما تعبر زخات الجسيمات السماء، معطية المزيد من المعلومات التوجيهية حول جسيمات الأشعة الكونية الأصلية.
في سبتمبر 2017، أيّدت بيانات 12 سنة من الأرصاد من مرصد بيير أوجيه منشأً خارجَ مجرّيٍّ لأصل الأشعة الكونية عالية الطاقة.